# Anders Konradsen
Anders Konradsen (Bodø, 18 de julio de 1990) es un exfutbolista noruego que jugaba de centrocampista y fue internacional con la selección de fútbol de Noruega.

## Trayectoria
Konradsen comenzó su carrera deportiva en el F. K. Bodø/Glimt, en 2007, equipo que abandonó en 2011 por el Strømsgodset IF.

### Rennes
En 2013 fichó por el Stade Rennais por 15 millones de coronas noruegas. Debutó con el Rennes en la Ligue 1 el 10 de febrero de 2013, en un partido frente al Toulouse FC.

### Rosenborg
En 2015 regresó a Noruega, después de fichar por el Rosenborg BK.

## Clubes
| Club                | País    | Año       |
| ------------------- | ------- | --------- |
| F. K. Bodø/Glimt    | Noruega | 2007-2011 |
| Strømsgodset IF     | Noruega | 2011-2013 |
| Stade Rennais F. C. | Francia | 2013-2015 |
| Rosenborg BK        | Noruega | 2015-2021 |
| F. K. Bodø/Glimt    | Noruega | 2022      |

## Palmarés

### Títulos nacionales
| Título          | Club         | País    | Año  |
| --------------- | ------------ | ------- | ---- |
| Tippeligaen     | Rosenborg BK | Noruega | 2015 |
| Copa de Noruega | Rosenborg BK | Noruega | 2015 |
| Tippeligaen     | Rosenborg BK | Noruega | 2016 |
| Copa de Noruega | Rosenborg BK | Noruega | 2016 |
| Eliteserien     | Rosenborg BK | Noruega | 2017 |
| Copa de Noruega | Rosenborg BK | Noruega | 2017 |
| Eliteserien     | Rosenborg BK | Noruega | 2018 |
| Copa de Noruega | Rosenborg BK | Noruega | 2018 |